# Güshri Lodrö Gyaltsen
(Lopön Chenpo) Gushri Lodrö Gyaltsen (1366-1420) was van 1399 tot 1420 de zeventiende sakya trizin, de hoogste geestelijk leider van de sakyatraditie in het Tibetaans boeddhisme.